# اس‌تی‌اس-۱۱۷
اس‌تی‌اس-۱۱۷ (انگلیسی: STS-117) یکی از ماموریت‌های برنامه شاتل‌های فضایی بود که در تاریخ ۸ ژوئن ۲۰۰۷ از پایگاه فضایی کندی به مقصد ایستگاه فضایی بین‌المللی پرتاب شد. این مأموریت توسط شاتل آتلانتیس و برای تکمیل مونتاژ اجزا ایستگاه فضایی، انجام گرفت.

## نگارخانه

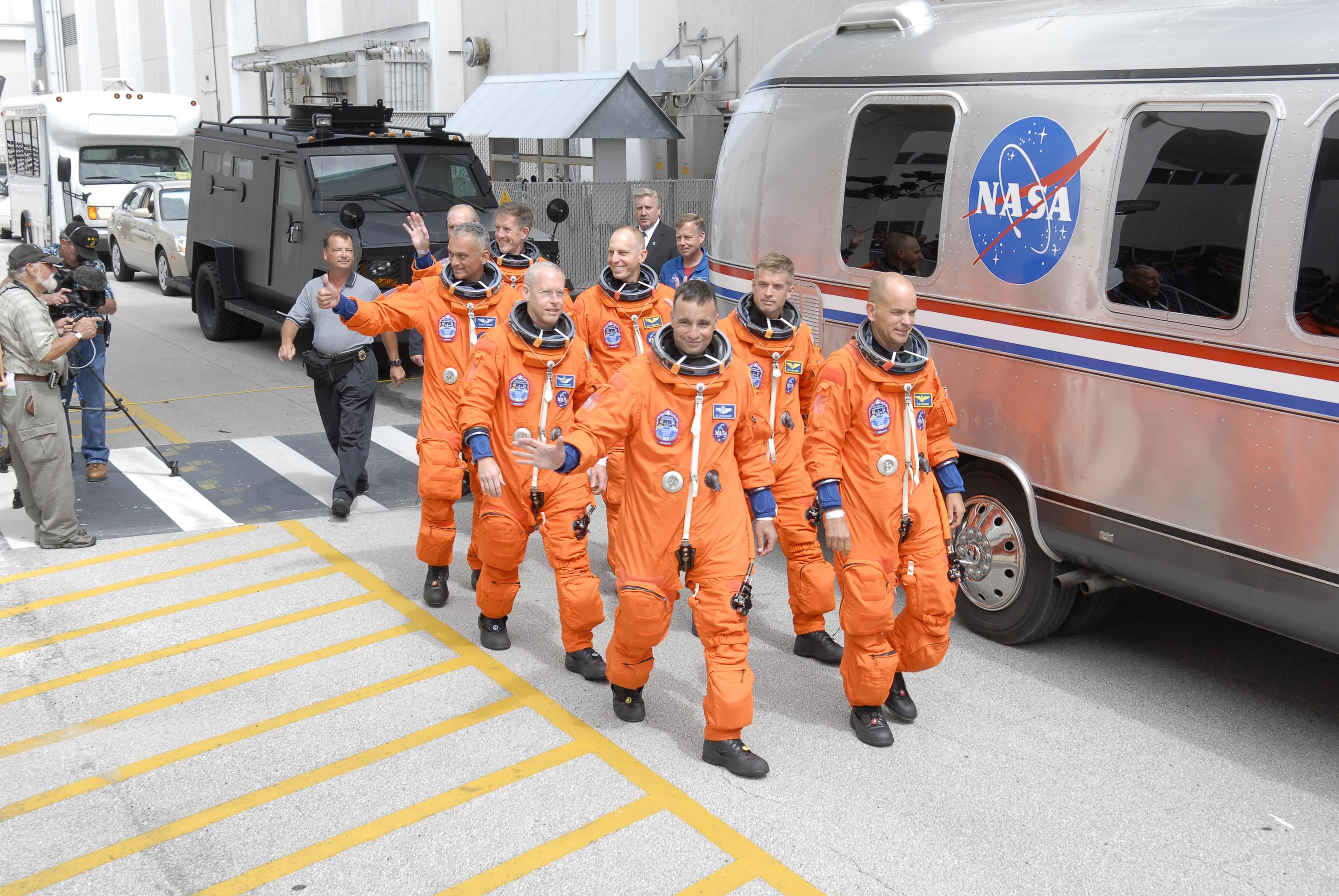
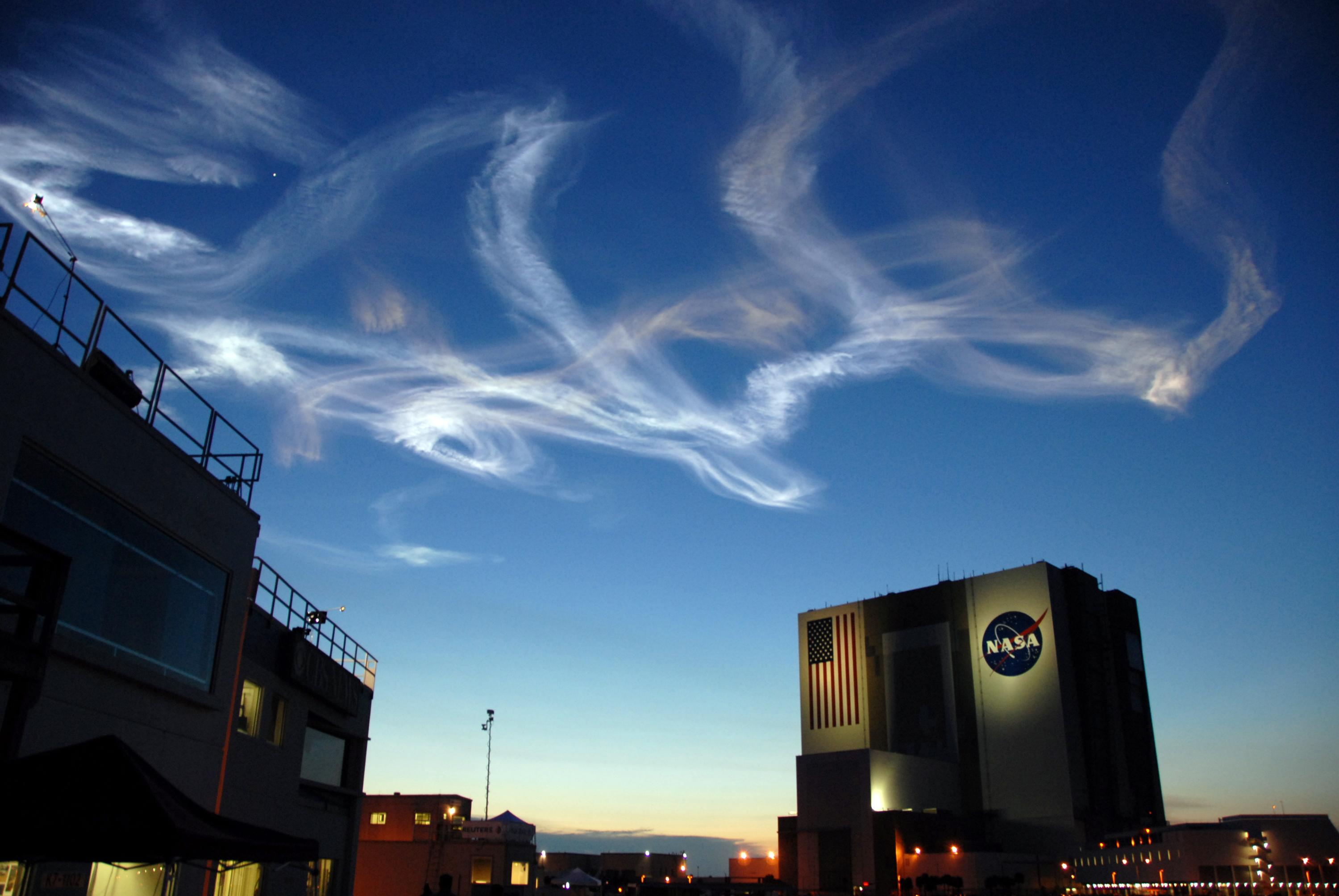
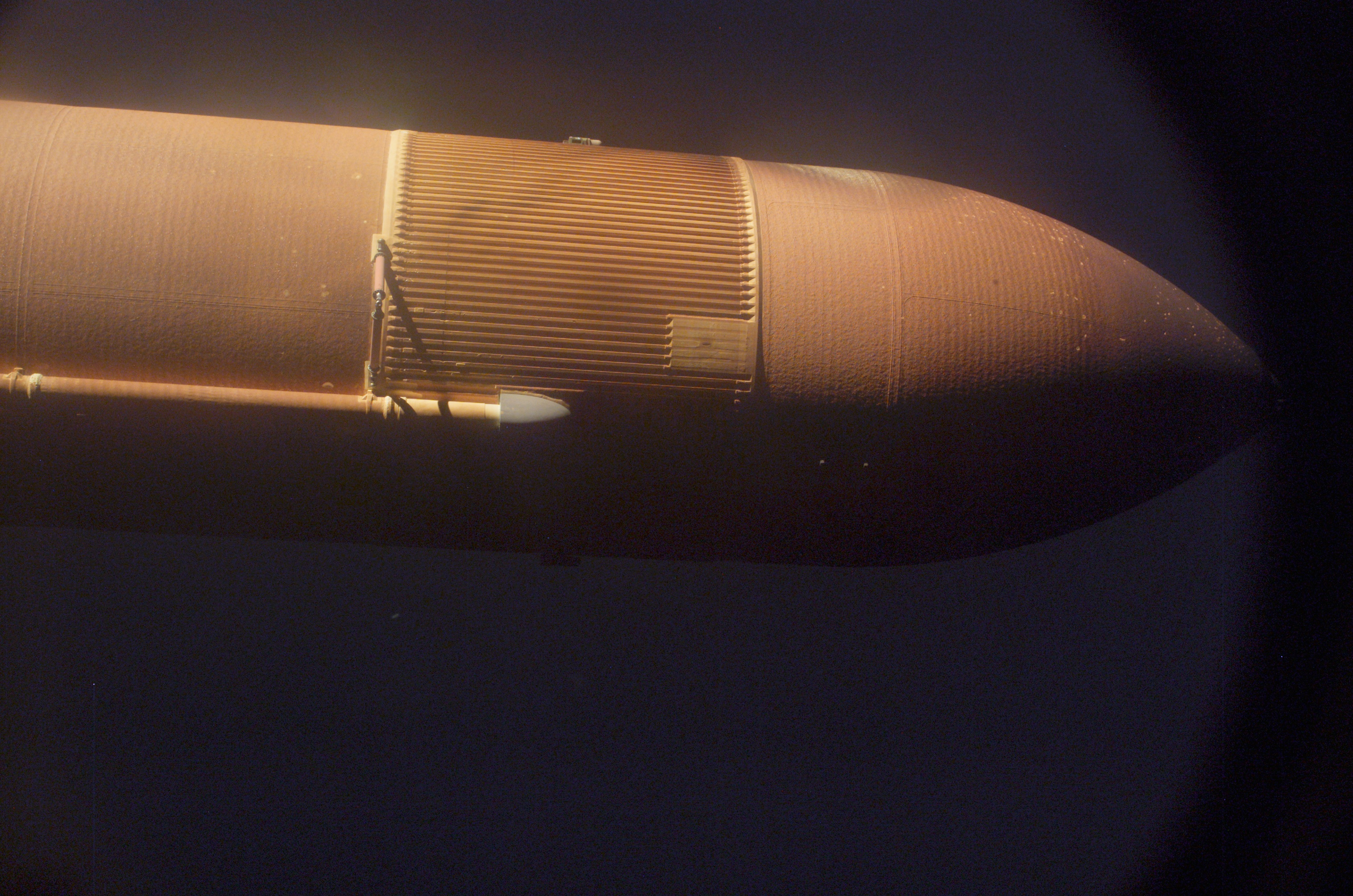
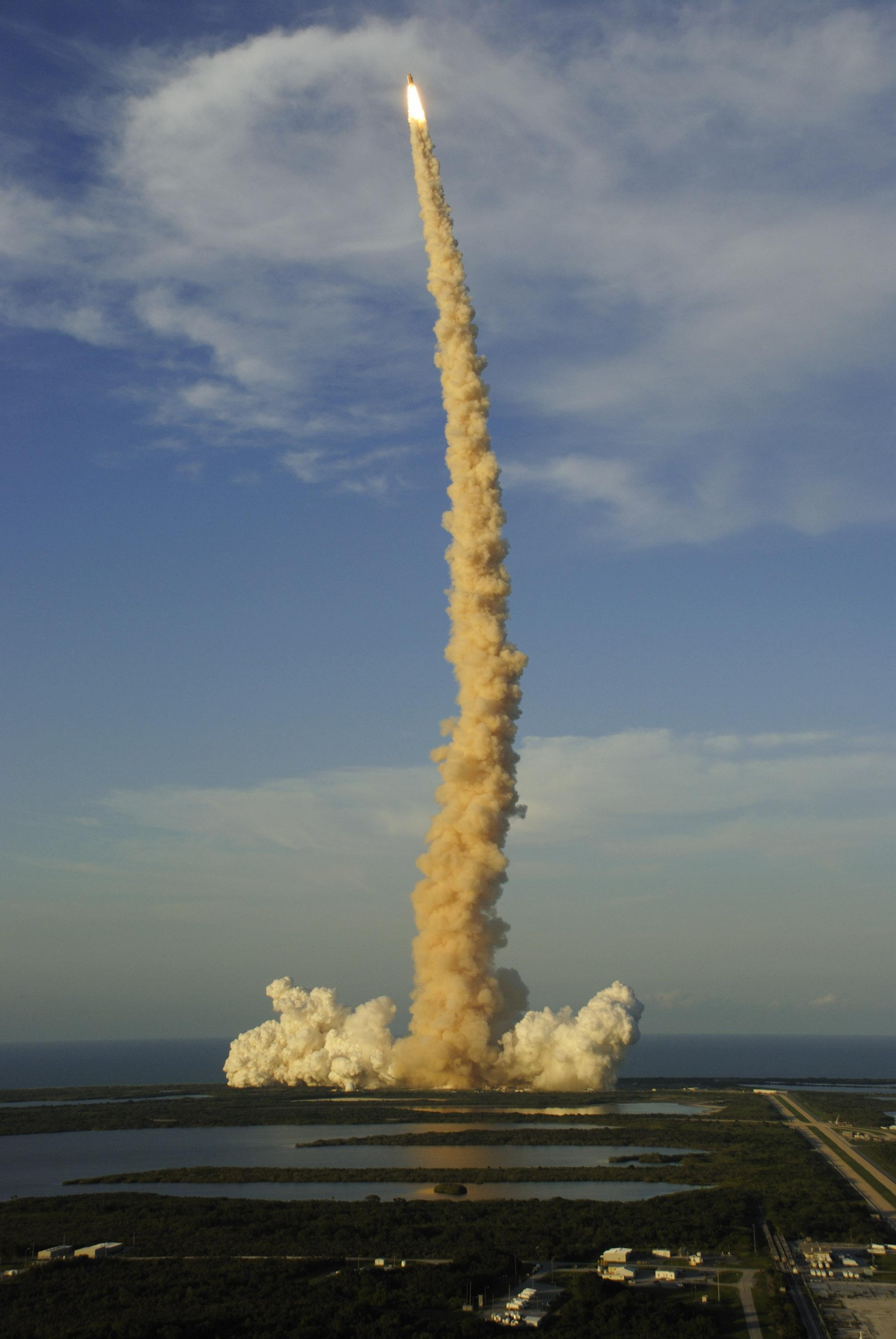